# Kamikaze (brinquedo)

Vídeo de um Kamikaze de pequeno porte em funcionamento na Expoflora em Holambra, São Paulo.

O Kamikaze é um brinquedo fechado encontrado em parques de diversões. O brinquedo funciona como um pêndulo enquanto desenvolve velocidade para uma volta de 360°. Geralmente suas hastes remetem à um martelo invertido, sendo o veículo que abriga os passageiros a cabeça.  Geralmente a atração possui outro veículo que faz a trajetória reversa ao primeiro de maneira simultânea. Por ser um brinquedo de caráter radical com custo relativamente baixo, é possível encontrá-lo desde em grandes parques brasileiros até em parques itinerantes com baixo orçamento. Os operadores da máquina tentam como ponto atrativo manter os dois veículos de cabeça para baixo pelo maior tempo possível.
A criação desse brinquedo data de meados da década de 1930.

## Transporte e montagem

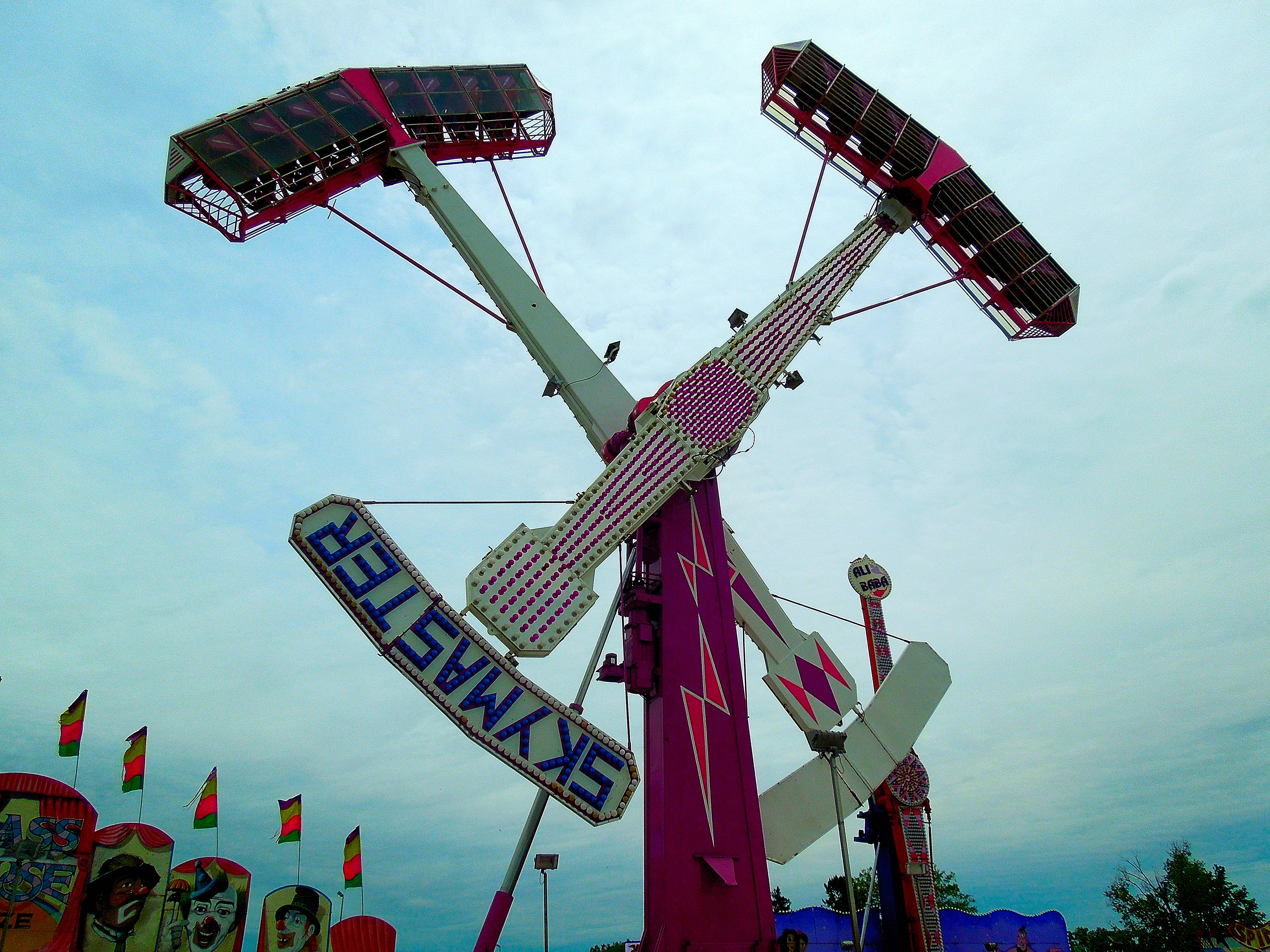
Visão externa de um Kamikaze

O Kamikaze vem deitado sobre uma carreta rebaixada de 3 eixos, que pode medir até 17 metros de comprimento e requer uma permissão especial para trafegar em vias públicas. quando ela é desengatada do cavalo mecânico, precisa ser totalmente calçada e travada, por suportes hidráulicos localizados embaixo da carreta. Feito o calçamento da estrutura, começa a montagem da estrutura da plataforma do brinquedo, sistema de contrapeso, iluminação, cercas, som, gerador e compressores de ar. Feita a montagem da base, a torre do Kamikaze é erguida por meio de um pistão hidráulico, com um sistema de travamento próprio. Para fixar as duas gôndolas nas duas hastes contra-rotativas do brinquedo, são utilizados parafusos altamente reforçados com o auxílio de suportes. Terminada a montagem, o aparelho está pronto para ser operado.